# 穆克塔尔·埃德里斯
穆克塔尔·埃德里斯（Muktar Edris，1994年1月14日—）是一名参加径赛和越野跑比赛的埃塞俄比亚长距离赛跑运动员。

## 生涯
穆克塔尔在2011年第一次出现在国际赛场上，获得2011年世界越野锦标赛青年赛的第七名，并以28:44.95的时间获得2011年非洲青年田径锦标赛10000米赛跑第四名。